# 존 다울런드

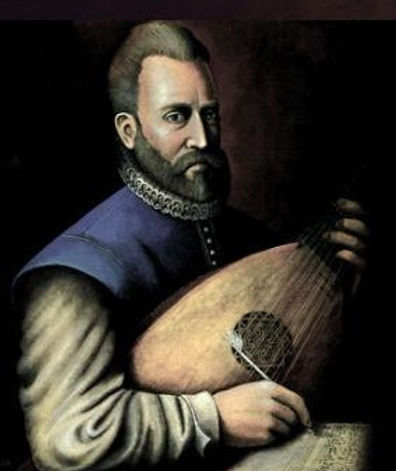

존 다울런드(John Dowland, 1563년 ~ 1626년 2월 20일)는 잉글랜드 또는 잠재적으로는 아일랜드의 르네상스 작곡가, 류트니스트, 가수이다. "Come, heavy sleep", "Come again", "Flow my tears", "I saw my Lady weepe", "In darkness let me dwell" 등의 우울한 노래로 오늘날 잘 알려져 있지만 그의 악기 음악은 상당한 부흥을 경험했다.

## 출판 작품
- Whole Book of Psalms (1592)
- New Book of Tablature (1596)
- Lamentatio Henrici Noel (1596)
- First Book of Songs (1597)
- Second Book of Songs (1600)
- Third Book of Songs (1603)
- Lachrimae (1604)
- Micrologus (1609)
- Varietie of Lute-Lessons (1610)
- A Musicall Banquet (1610)